# Hydriomena viridata
Hydriomena viridata är en fjärilsart som beskrevs av Alpheus Spring Packard 1874. Hydriomena viridata ingår i släktet Hydriomena och familjen mätare. Inga underarter finns listade i Catalogue of Life.